# Una comunità perduta
Una comunità perduta (The Cleft) è un romanzo di Doris Lessing del 2007.

## Trama
Il romanzo è narrato da uno storico romano durante il tempo dell'imperatore Nerone: egli racconta la vicenda come la storia segreta degli albori dell'umanità, così come l'ha ricostruita da stralci di documenti e racconti orali tramandati da generazioni.
L'umanità era costituita inizialmente solo da donne che si riproducevano asessualmente. Queste donne erano una razza tranquilla e con pochi problemi, vivevano vicino al mare ed erano parzialmente acquatiche. Si chiamavano "Cleft", in base al nome di una fessura nella roccia ritenuta sacra dalla forma somigliante ad una vagina.
Un giorno, una delle donne diede alla luce un maschio, considerato un mostro. Questo causò una tale paura che il ragazzo venne ucciso. Ma altri "mostri" nacquero, e le donne li lasciarono morire sulle rocce. Delle aquile che vivevano nella zona portarono i neonati in una vallata vicina dove vennero svezzati da un generoso cervo. I figli crebbero e impararono a difendersi, e formarono una loro comunità, in continua crescita grazie ai nuovi arrivi portati dalle aquile.
Un giorno, una donna si avventurò nella valle e venne violentata da uno dei maschi adulti. Fuggì e nove mesi più tardi diede vita ad un figlio misto. Quando racconta la sua storia al resto delle donne, le due comunità entrano in contatto. Le anziane delle cleft, però, spaventate dai "mostri", decidono di sterminarli.

## Edizioni
- Doris Lessing, Una comunità perduta, Fanucci, 2008, ISBN 978-88-347-1382-2.